# Свищ короткодзьобий
Свищ короткодзьобий (Mareca marecula) − вимерлий вид водоплавних птахів родини качкових (Anatidae). Був ендеміком острова Амстердам на півдні Індійського океану (у складі території Французькі Південні і Антарктичні Території).

## Поширення
Вид відомий лише з кісток, яким «не більше кількох сотень років». Повідомлення про «маленьку коричневу качку, не набагато більшу за дрозда» під час візиту Джона Барроу в 1793 році на сусідній острів Сен-Поль, ймовірно, відноситься до того самого або подібного виду. Жоден натураліст не відвідував острів Амстердам до 1874 року, до того часу острів був заражений щурами з відвідуваних кораблів, і качка вже вимерла.
Перші кістки цього виду, виявлені в 1955–56 роках. У 1987 році рештки щонайменше 33 особин були знайдені в порожнинах скель, виявивши дуже маленьку качку з коротким загостреним дзьобом. Сильні ноги та зменшені груди та крила свідчать про те, що птах не літав. Зменшені соляні залози в черепі вказують на те, що він пив мало морської води, а кістки були знайдені на рівні моря до 500 м, що свідчить про те, що він не жив на узбережжі.